# Канатная дорога острова Рузвельт
Канатная дорога острова Рузвельт (англ. Roosevelt Island Tramway) — канатная дорога в Нью-Йорке, соединяющая остров Рузвельт с Манхэттеном, пересекает разделяющий их рукав Ист-Ривер. До завершения строительства воздушной дороги через реку Миссисипи (май 1984 года) и канатной дороги в Портленде (декабрь 2006 года), это была единственная пассажирская канатная дорога в Северной Америке. Канатная дорога открыта вновь 30 ноября 2010 года после девятимесячной модернизации.
С начала работы дороги в 1976 году ею воспользовались свыше 26 млн пассажиров[когда?]. Каждая кабинка вмещает до 110 человек и совершает приблизительно 115 поездок за день. Кабинка движется со скоростью около 28,8 км/ч и за три минуты проходит 940 м. Достигает высшей точки траектории движения (76 м) над Ист-Ривер, проходя над северной стороной моста Куинсборо, откуда открывается вид на Ист-Сайд и Мидтаун. Две кабинки движутся через каждые 15 минут, с 6 утра до 2:30 ночи (до 3:30 по выходным) и непрерывно в часы пик. Это одна из немногих форм транспортного движения в Нью-Йорке, не подчиняющихся транспортной корпорации Metropolitan Transportation Authority (MTA), но использующих систему оплаты MetroCard.
Канатная дорога управляется компанией Leitner-Poma от лица Roosevelt Island Operating Corporation штата Нью-Йорк, государственной общественной корпорации, созданной в 1984 для действия служб на острове.

## История

### Строительство

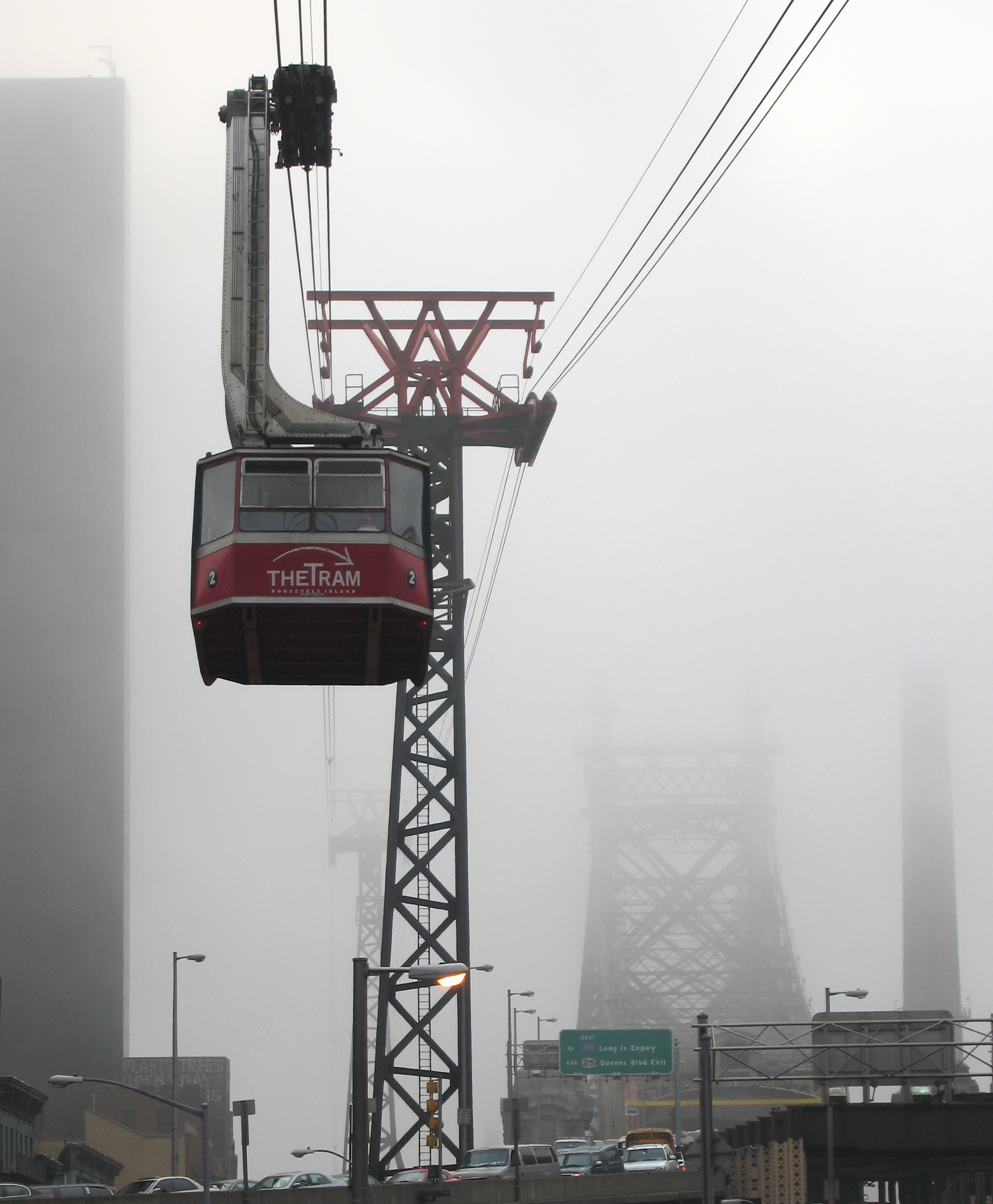
Кабинка трамвая, спускающаяся к Манхэттену над мостом Куинсборо в тумане (канатная дорога до реконструкции 2010 года)

Остров Рузвельт соединялся с Манхэттеном канатной линией, проходившей над мостом Куинсборо, со времени его открытия в 1909 году. Вагоны из Куинса и в Куинс останавливались на середине моста, и лифт спускал пассажиров вниз на остров. Линия оставалась единственной связью с островом до 7 апреля 1957 года, через много лет после того, как большинство других канатных служб было убрано из города, и оставалась последней канатной линией в штате Нью-Йорк.
Начиная с середины 1970-х на острове Рузвельт стали воплощаться проекты строительства социального жилья, возникла необходимость постройки новой общественной транспортной связи с городом. Канатные дороги были разрушены после ремонта, планировавшаяся ветка метро, соединяющая остров с метрополитеном, не была ещё закончена. В 1971 году Urban Development Corporation наняла фирму Lev Zetlin Associates для выбора и постройки транспортной связи с островом Рузвельт. Компания РЕ Джеймса О’Кона возглавила команду LZA для изучения экономического обоснования и постройки. Были изучены три альтернативные модели: паром, лифт на мосту и воздушный трамвай. Выбрали вариант с трамваем, начались торги. Для снабжения и возведения канатной дороги, её оснащения был выбран холдинг фон Ролла. Открытие дороги состоялось в июле 1976, это было временное решение для транспортной связи острова с городом. После того как воплощение проекта метро застопорилось, «трамвай» приобрёл большую популярность и был преобразован в постоянное предприятие. Ветка метро до острова была окончательно закончена к 1989 году.
Воздушный трамвай стал последним средством транспорта нью-йоркской транспортной системы, где использовались транспортные жетоны. Первоначально использовался специальный транспортный жетон, который позднее был заменён на стандартный для метро и автобусов. Хотя жетоны были поэтапно заменены на MetroCard к 2003 году, на канатной дороге карты не принимались до 1 марта 2004 года. Плата на канатной дороге такая же, как и на метро: 2,75 $ за поездку в один конец.
В ходе транспортной забастовки 2005 года в Нью-Йорке канатная дорога была одной из немногих общественных внутригородских транспортных систем, выполнявших свои функции.

### Инциденты
18 апреля 2006 года в 17:52 по местному времени два вагончика на семь часов застряли над Ист-Ривер ввиду механических проблем, 69 человек оказались в своеобразной ловушке. В 22:55 к застрявшим вагончикам были отправлены спасательные корзины вместимостью до 15 человек, дети и старики были эвакуированы в первую очередь, каждый переезд занимал 20 минут. На этих корзинах также перевозили одеяла, детское питание и продукты для оставшихся пассажиров. Пассажиры с вагончика, связанного с островом Рузвельт, были спасены 19 апреля в 2:55, в то время как их товарищи по несчастью с вагончика, связанного с Манхэттеном, были спасены только в 4:07.

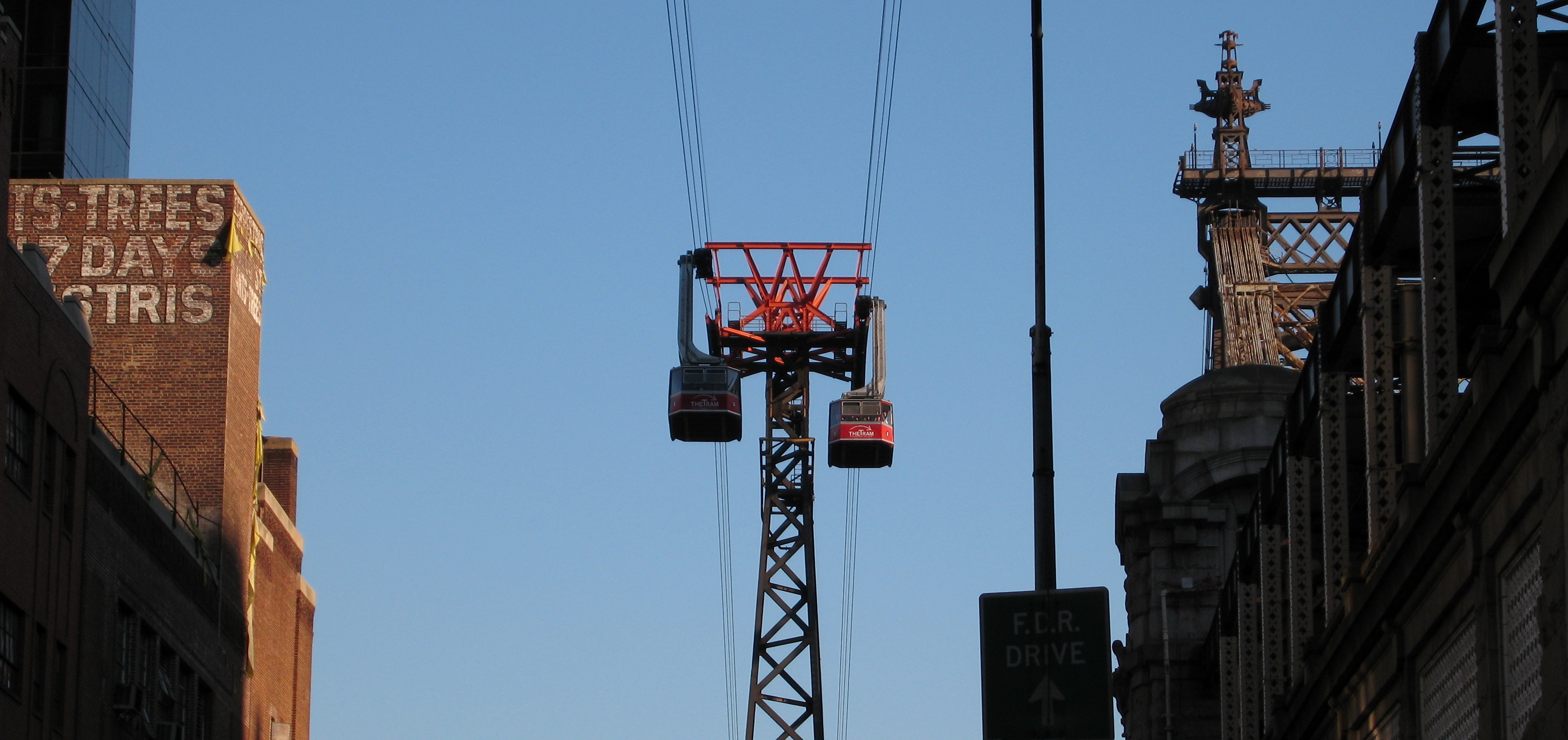
Две кабинки трамвая проходят над Манхэттеном

Апрельский инцидент 2006 года случился второй раз за восемь месяцев по причине потери электрической мощности. 2 сентября 2005 года более чем 80 человек застряли более чем на 90 минут. После происшествия инспекторы от штата заявили, что у воздушного трамвая на острове Рузвельт нет резервного дизеля или генератора-двигателя. По заявлению департамента труда штата, электрическая часть системы не проходила проверки и не может быть запущена, пока имеют место такие отключения энергии, как то, что случилось 18 апреля.
Дорога не выполняла перевозок с апрельского инцидента до 1 сентября 2006 года. Вспомогательные электрические системы трамвая были восстановлены и «в случае происшествия каждый вагончик теперь оснащён корзинами, водой, пищей и туалетом с занавеской. Обслуживающий персонал будет носить мобильные телефоны вместе с рациями».

### Обновление

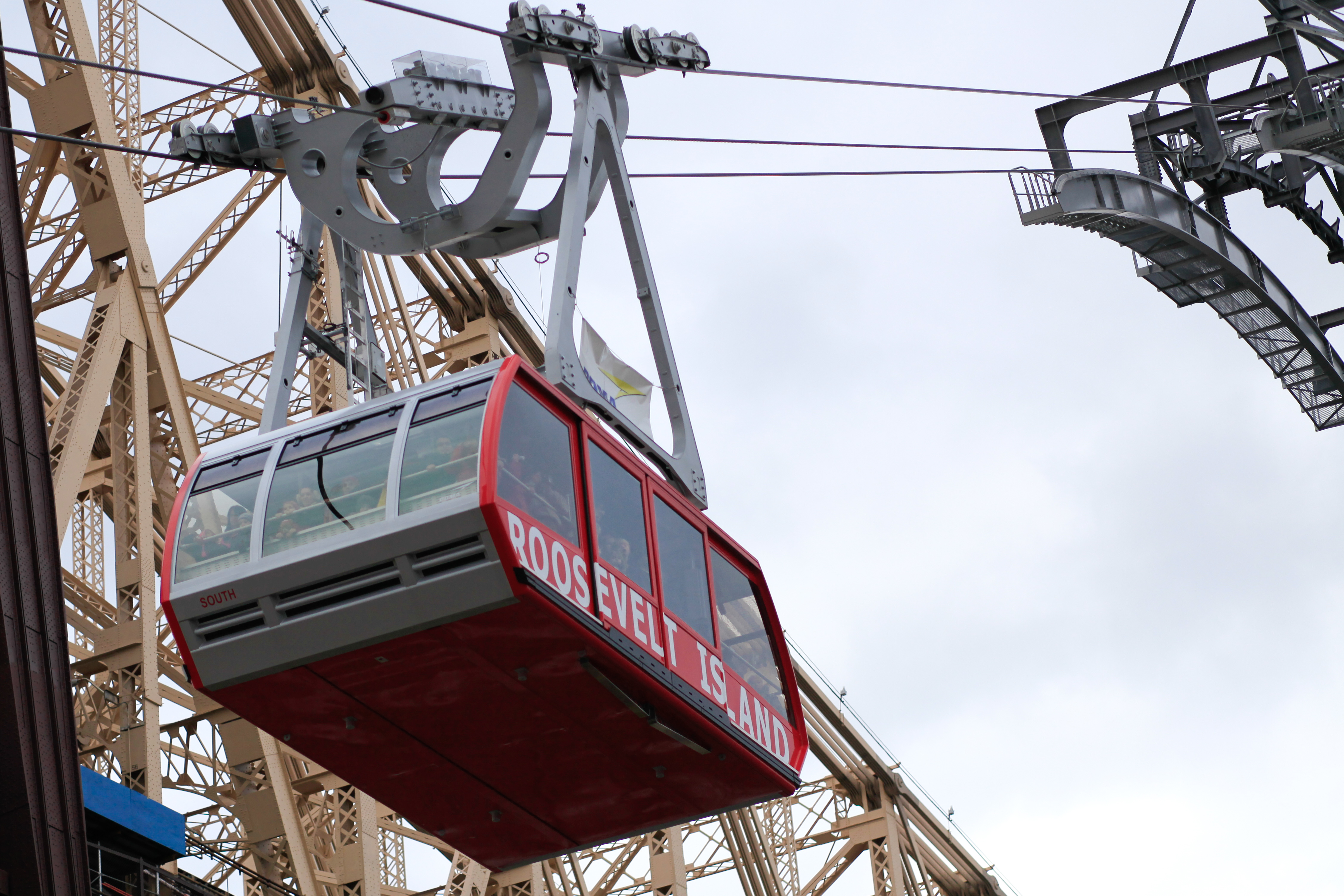
Новый трамвай в действии

1 марта 2010 года дорога была закрыта для перестройки и модернизации системы в рамках одной из частей проекта стоимостью 25 млн $. С помощью французской компании Poma были заменены все компоненты, за исключением трёх башен. Среди прочих усовершенствований можно выделить то, что теперь новые кабели и вагончики могут действовать независимо друг от друга благодаря системе «двойного расстояния». До этого кабины вынуждены были двигаться одновременно, из-за чего возникали вопросы по техническому обслуживанию и реагированию на чрезвычайные ситуации. Канатная дорога открылась вновь 30 ноября 2010 года в 11 утра. Проект был выполнен за девять месяцев, на два месяца дольше, чем планировалось сначала.

## Дорога сегодня
В вагончики могут заезжать инвалидные кресла. Велосипеды также разрешены.
В Манхэттене посадка в трамвай производится на остановках: Tramway Plaza, 60-я улица и 2-я авеню. Ближайшая станция метро — Lexington Avenue / 59th Street (маршруты 4, 5, 6, <6>, N, Q и R). Также недалеко находятся остановки на углу Lexington Avenue / 51st — 53rd Streets (маршруты E и M) и на углу Lexington Avenue — 63rd Street (маршрут F).
На острове Рузвельт прибывающие вагоны встречает «красный автобус», который осуществляет доставку вокруг острова за 25 центов. Во время реконструкции канатной дороги маршрут «красного автобуса» расширился до Queens Plaza и манхэттенской стороны моста Куинсборо. На остров также можно попасть, если воспользоваться маршрутом общественного автобуса Q102, который также идёт до Куинса и Манхэттена. К северу от остановки канатной дороги находится станция метро Остров Рузвельт (маршрут F).

## В культуре
Канатная дорога показана в сцене схватки Зелёного Гоблина и Человека-паука в фильме «Человек-паук» (2002). Зелёный Гоблин бросает Мэри Джейн Уотсон с моста Куинсборо, и Человек-паук должен выбрать между её спасением и спасением пассажиров трамвая. Стрельба, происшедшая в фильме, вывела дорогу из строя на несколько недель.
«Человек-паук» не стал первым фильмом, где была показана дорога. Она была показана в течение 6:07 минут фильма «Дом на краю парка» (1980) в том виде, в каком она действовала в конце 1970-х. В триллере «Ночные ястребы» (1981) вагончик дороги стал объектом террористической атаки, делегаты ООН были захвачены в заложники. Дорога была показана в начальных титрах фильма «Городские пижоны» (1991). В фильме «Леон» (1994) Матильда, роль которой исполнила Натали Портман, едет по дороге в одиночестве. Дорога также появилась в фильме ужасов «Тёмная вода» (2005). В сериале «Белый воротничок» (16-я серия 3-го сезона) главный герой, опасаясь ареста, совершает прыжок с крыши одной кабинки на другую, следующую в обратном направлении.
Аттракцион в виде канатной дороги острова Рузвельт был в тематическом парке «Kongfrontation» компании Universal Studios Florida, который был открыт в 1990 году и закрыт в 2002 году. Пассажиры маршрута следуют на «остров Рузвельт», и перед ними неожиданно появляется морда Кинг-Конга. В отличие от аттракциона, в вагончиках канатной дороги нет сидений (хотя на каждом конце вагона есть по скамейке).
Судьба трамвая была показана в 4-й серии первого сезона научно-популярного фильма «Жизнь после людей».
Виртуальная версия дороги есть в вымышленном Liberty City в игре Grand Theft Auto IV.